# TER Centre-Val de Loire

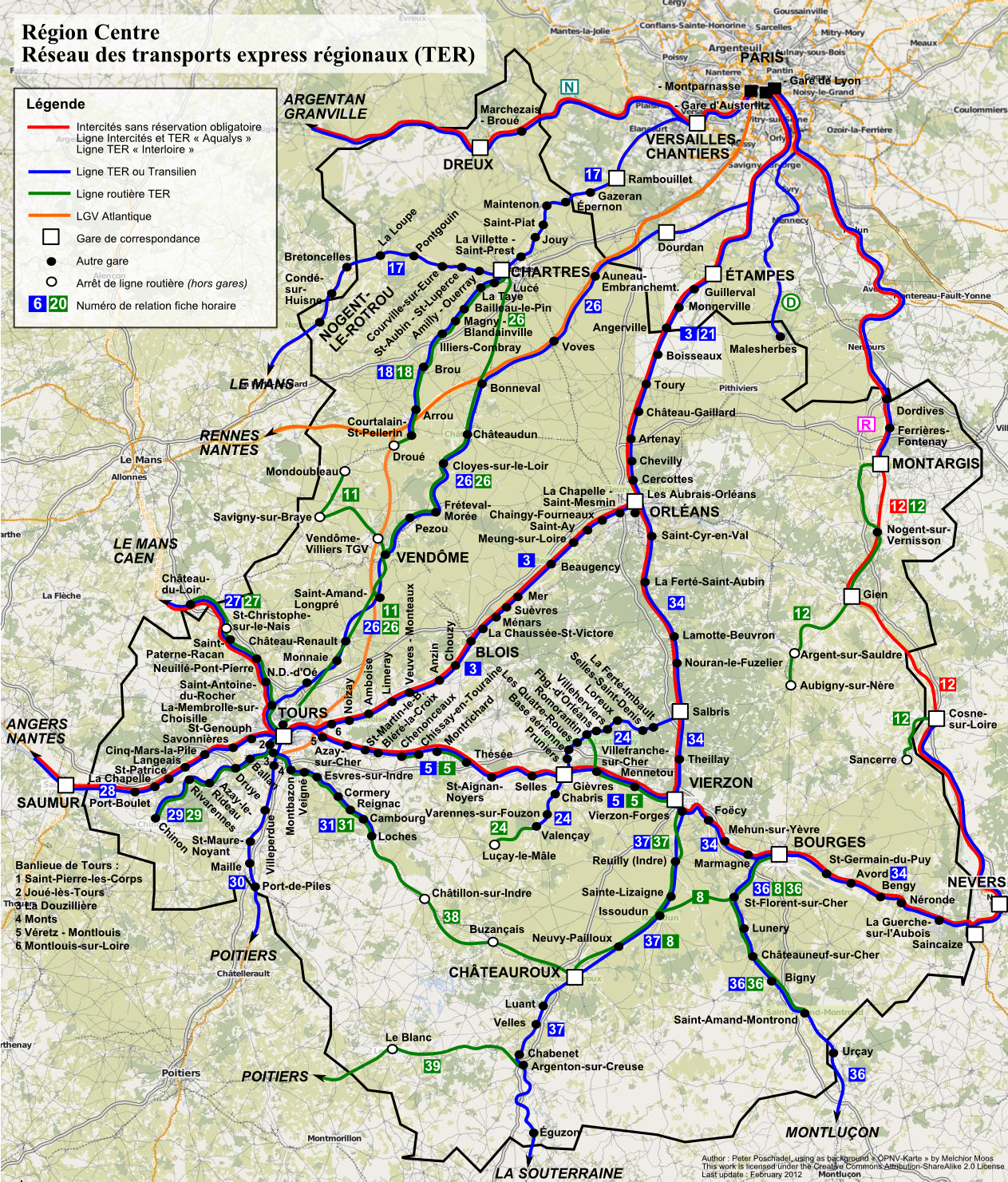
Netz des TER Centre-Val de Loire

TER Centre-Val de Loire (seit 2019 auch unter dem Namen Rémi bekannt) ist Betreiber des Schienenpersonennahverkehrs in den sechs Départements Cher (18), Eure-et-Loir (28), Indre (36),  Indre-et-Loire (37), Loir-et-Cher (41) und Loiret (45). Wie auch die anderen TER-Organisationen in Frankreich wird sie von der Regionalregierung kofinanziert und von der Staatseisenbahn SNCF betrieben.

## Geschichte
Mit jährlich 22 Millionen Fahrgästen hat sich nach eigenen Angaben seit 1998 dieser regionale Verkehrsdienstleister zum drittstärksten TER-Betrieb in Frankreich entwickelt. An Werktagen verkehren durchschnittlich 85.000 Fahrgäste mit den Regionalzügen. Das sind dreimal so viele Fahrgäste wie zur Einführung der Kooperation. 90,5 % der Züge waren 2007 pünktlich, d. h. nicht mehr als sechs Minuten verspätet.
Mit 39.150 km² entspricht die Fläche ca. 7 % von Frankreich, 2,5 Millionen Einwohner dieser Region machen aber nur 4 % der Staatsbevölkerung aus. Diese Diskrepanz ist durch geringe Verstädterung verursacht und wirkt sich u. a. auf die geringe Dichte von Bahnhöfen aus: so muss jeder der 160 Bahnhöfe im Durchschnitt eine Fläche von 245 km² versorgen. Diese Zahl liegt im Regionenvergleich Frankreichs weit unterhalb des Mittelwertes.
Neben den 1.600 km bediente Gleisstrecke (von insg. 1.850 km – ohne reine TGV-Strecke) kommen noch 400 km Straße mit Busverbindung durch eine am TER Centre-Val de Loire angeschlossene Busgesellschaft. Mit 380 Regionalzügen auf 31 Linien kommen so jährlich 13,6 Millionen Zugkilometer.
2007 wurde die Kooperation zwischen dem SNCF und der Regionalverwaltung bis 2013 zum ersten Mal um weitere acht Jahre verlängert. Die Finanzierung erfolgt zu zwei Dritteln von der Regionalverwaltung und beträgt per 2007 164 Millionen Euro. Der Etat erhöht sich jährlich wegen zu erwartender Kostensteigerung um 4,5 Millionen Euro. Zur Einhaltung der geschlossenen Verträge wurde ein Bonus-Malus-System vereinbart, das zu 60 % auf die Pünktlichkeit der Züge abstellt. 40 % betreffen andere Kriterien, die in einem umfangreichen Katalog von Missständen zusammengefasst sind (Anhang 4 des Vertragstextes, s. o.) und dort in die Gruppen „Bahnhof Klasse A“, „Bahnhof Klasse B“, „Züge“, „Bushaltestellen“, „Busse“, „Information“ und „Information in besonderen Fällen“ (gemeint sind Zugausfälle, Baustellen und Ähnliches) aufgeteilt ist. Diese Zustände reichen von der Verfügbarkeit von PKW- und Fahrrad-Parkplätzen, der Sauberkeit/Sicherheit des Bahnhofes einschließlich der Beseitigung von Graffiti bis hin zur korrekten Anbringung des SNCF-Signet.
Seit 1994 wurden 32,5 Millionen Euro (davon 17,4 durch die Region finanziert) in die Renovierung der Bahnhöfe investiert. 135 der 160 Bahnhöfe gelten als up-to-date, 33 sind barrierefrei.
Im Januar 2015 wurde TER Centre im Zuge der Umbenennung der Region Centre in Centre-Val de Loire entsprechend in TER Centre-Val de Loire umbenannt.

## Wagenbestand
Am 1. Januar 2007 waren bei der TER Centre folgende Wagen im Einsatz:
| Serie                | Anzahl | Anschaffungszeitraum | Einsatz bis | Bemerkungen |
| -------------------- | ------ | -------------------- | ----------- | ----------- |
| BB9200               | 27     | 1957–1960            | 2008–2017   |             |
| BB26000              | 2      | 1988                 | 2027/28     |             |
| BB67300              | 5      | 1966/67              | 2010–2013   |             |
| BB67400              | 2      | 1973/74              | 2013/14     |             |
| BB63500              | 2      | 1961/62              | 2012–2025   |             |
| Z5300                | 8      | 1972–1975            | 2008        |             |
| Z7300                | 15     | 1983/84              | 2023/24     |             |
| Z9600                | 2      | 1985                 | 2025        |             |
| Z21500               | 15     | 2003                 | 2043        |             |
| Z26500               | 7      | 2004/05              | 2045        |             |
| X4300                | 5      | 1967–1970            | 2009–2012   |             |
| X4750                | 1      | 1977                 | 2017        |             |
| X72500               | 12     | 1997–1999            | 2037–2039   |             |
| B81500               | 4      | 2004/05              | 2045/46     |             |
| X73500               | 15     | 1999–2001            | 2039–2041   |             |
| X200                 | 4      | 1950/51/84           | 2024        |             |
| X74500               | 5      | 2003/04              | 2039        |             |
| DEV-SI               | 35     | 1971–1973            | 2008–2012   |             |
| Interloire           | 6      | 1983/84              | 2023/24     |             |
| „Modernisé e Centre“ | 13     | 1976–1986            | 2017–2019   |             |
| PCLM                 | 58     | 1975–1986            | 2017–2041   |             |
| RIO 80               | 9      | 1981                 | 2019/20     |             |
| RIO 88               | 20     | 1961/62              | 2012/13     |             |
| VO2N                 | 37     | 1980/81              | 2010–2013   |             |

Für die Modernisierung der Linien hat die TER Centre aus Mitteln der Regionalregierung einige neue Züge angeschafft, die die in der oben genannten, 2008 ausscheidenden Zugeinheiten ersetzen:
- 12 automotrices TER à Doppelstocktriebwagen der neusten Generation (TER 2Nng), die auf den beiden Strecken verkehren
  - zwischen Chartres und Paris
  - Orléans – Lyon
- l’autorail AGC mit großer Kapazität (à grande capacité) auf „l’Étoile de Tours“
- 7 Z 27500 AGC (Triebwagen „Elektrische Version“) die auf der Strecke Tours – Vierzon – Bourges eingesetzt wird, nachdem die Elektrifizierung der Strecke 2008 abgeschlossen wurde